# Shiriayeve
Shiriayeve (en ucraniano: Ширяєве) es un pueblo ucraniano perteneciente al óblast de Odesa. Situado en el suroeste del país, es parte del raión de Berezivka y del municipio (hromada) de homónimo.

## Toponimia
El nombre del asentamiento en ruso es Shiriayevo (en ruso: Ширяево).

## Geografía
Shiriayeve está a orillas del río Veliki Kuyalnik, 125 km al norte de Odesa.

## Historia
Shiriayeve fue fundada a fines del siglo XVII como Stepanivka (en ruso: Степановка, romanizado: Stepanovka), llamada así por el terrateniente Stepan Shiriay, y habitada por colonos de Bulgaria y de regiones del norte de Rusia.
El área fue colonizada después de 1792, cuando las tierras entre el río Bug occidental y el Dniéster fueron transferidas al Imperio ruso de acuerdo con el tratado de paz de Iasi. El área se incluyó en uyezd de Tiráspol, que perteneció al virreinato de Yekaterinoslav hasta 1795, al virreinato de Voznesensk hasta 1796, a la gobernación de Nueva Rusia hasta 1803 y a la gobernación de Jersón hasta 1920. En 1834, el área se transfirió al recién establecido uyezd de Anániv y a mediados del siglo XIX pasó a llamarse formalmente Shiriayeve.
El 16 de abril de 1920, se separó la gobernación de Odesa y el uyezd de Anániv se trasladó con ella, donde fue abolida en 1921. En 1923, se abolieron las uyezd en la República Socialista Soviética de Ucrania y las gobernaciones se dividieron en okrujas. Shiriayeve se convirtió en el centro administrativo del raión homónimo el 20 de febrero de 1935 y vivía principalmente de la agricultura con el 74% de la tierra cultivable, especialmente para diversas variedades de trigo de invierno.
Shiriayeve posee el título de asentamiento urbano desde 1965. 
Shiariayeve fue el centro del raión de Shiariayeve hasta 2020, año en el que se hizo una reforma administrativa que redujo el número de raiónes del óblast de Odesa a siete, y el asentamiento pasó a ser parte del raión de Berezivka.En 2023, Shiriayeve perdió el estatus de asentamiento de tipo urbano en la legislación ucraniana debido a la eliminación de este estatus administrativo.

## Demografía
La evolución de la población de Shiriayeve entre 1859 y 2022 fue la siguiente:
| 402                                                           | 369 | 1899 | 5368 | 6294 | 7812 | 7698 | 7289 | 6839 | 6890 | 6537 | 6326 |
| (Fuente: Cities & Towns of Ukraine y UKRAINE: Größere Städte) |     |      |      |      |      |      |      |      |      |      |      |

Según el censo de 2001, la lengua materna de la mayoría de los habitantes, el 93,13%, es el ucraniano; del 5,26% es el ruso.

## Infraestructura

### Transporte
Shiriayeve tiene acceso a la autopista M-05 que conecta Kiev y Odesa. Otras carreteras lo conectan con Podilsk, Anániv y Berezivka.